# Vườn quốc gia núi Blue và núi John Crow
Vườn quốc gia núi Blue và John Crow là một vườn quốc gia nằm ở phía đông của đảo Jamaica. Vườn quốc gia có diện tích 495,2 km2 chêism 4,5% diện tích của Jamaica. 
Trong vườn quốc gia này, các ngọn núi là cảnh quan điển hình nổi bật ở phía đông Jamaica. 
Vườn quốc gia này có các khu từng cây lá rộng liên tục lớn nhất ở Jamaica, rừng mưa trên núi thấp và cao của vườn quốc gia này đã được công nhận trên toàn cầu cho sự đa dạng sinh học và tình trạng bị đe dọa. Phần lõi, khu bảo vệ của vườn quốc gia gồm rừng nguyên sinh với cây lá rộng kín và chiếm 53,2% của vườn quốc gia. 40% bao gồm rừng trồng, lâm viên gỗ và ruinate hoặc rừng gỗ bị suy thoái và các khu vực này cùng với khoảng 4% diện tích dân cư nông nghiệp và tạo nên vùng đệm khu bảo tồn và khu phục hồi. Ngoài các khu này ra, một dải rộng 1 km được coi là vùng đệm. Vườn quốc gia này là một trong hai địa điểm có loài bướm đuôi én khổng lồ (Papilio homerus), loài bướm lớn nhất ở Tây Bán Cầu
Vườn quốc gia này là môi trường sống cho nhiều loài chim Jamaica, bao gồm tất cả các loài đặc hữu như Jamaica nguy cơ tuyệt chủng như Neospar nigerrimus và môi trường sống mùa đông cho nhiều loài chim di cư. Đây cũng là nơi sinh sống cho động vật hoang dã bao gồm cả Epicrates subflavus và Geocapromys brownii. Là nơi sinh sống của loài phong lan đặc hữu, dương xỉ (bao gồm cả nhiều loài nằm trong sách đỏ của IUCN)
Tháng 5 năm 2011, vườn quốc gia này đã được đưa vào danh sách đề cử di sản thế giới của UNESCO.